# Gmina Brody (Powiat Żarski)
Die Gmina Brody ist eine Stadt-und-Land-Gemeinde (gmina miejsko-wiejska) im Powiat Żarski der Woiwodschaft Lebus in Polen. Ihr Verwaltungssitz ist die gleichnamige Stadt (deutsch Pförten) mit etwa 970 Einwohnern.

## Geographie
Die Gemeinde mit einer Fläche von 240 km² liegt in der östlichen Niederlausitz. Sie hat eine etwa 20 Kilometer lange Westgrenze zu Deutschland. Nachbarstädte sind Forst im Westen und Lubsko (Sommerfeld) im Osten.

## Geschichte
Nach dem Zweiten Weltkrieg erhielt Pförten offiziell den ursprünglich sorbischen Namen Brody und verlor 1946 die Stadtrechte. Die Landgemeinde bestand von 1946 bis 1954 und wurde 1973 wieder eingerichtet. Zum 1. Januar 2024 wurde Brody wieder zur Stadt erhoben und die Gemeinde damit von einer gmina wiejska (Landgemeinde) zu einer gmina miejsko-wiejska.
Die Gemeinde ist seit dem 21. September 1993 Mitglied der Euroregion Spree-Neiße-Bober.
Der langjährige Bürgermeister (Wójt) Ryszard Kowalczuk ist am 21. März 2023 im Alter von 53 Jahren verstorben. Die Gemeinde zog einen Antrag auf eine vorgezogene Wahl zurück, sodass bis zur regulären Wahl im Jahr 2024 sein Stellvertreter Juliusz Dudziak durch den Woiwoden als Bürgermeister eingesetzt worden ist.

### Partnergemeinden
Die Landgemeinde ging Partnerschaften mit den benachbarten Städten Forst und Lubsko ein.

## Gliederung
Die Stadt-Land-Gemeinde (gmina miejsko-wiejska) Brody umfasst 15 Dörfer mit Schulzenämtern und weitere kleine Ortschaften:
- Biecz (Beitzsch, 1937–45: Beitsch)
- Brody (Pförten)
- Datyń (Datten)
- Grodziszcze (Grötzsch)
- Jałowice (Jaulitz) mit Lasek (Wald)
- Janiszowice (Jähnsdorf)
- Jasienica (Jeßnitz)
- Jeziory Dolne (Nieder Jeser)
- Jeziory Wysokie (Hohen Jeser) mit Marianka (Marienhain)
- Koło (Kohlo)
- Kumiałtowice (Kummeltitz)
- Nabłoto (Nablat, 1937–45: Nahberg) mit Proszów (Drahthammer) und Żytni Młyn (Heideschäfer)
- Suchodół (Zauchel)
- Wierzchno (Wirchenblatt)
- Zasieki (Skaren), (ehemals Forst-Berge) mit Brożek (Forst-Scheuno)

## Sehenswürdigkeiten
- Kirche von George Bähr in Biecz
- ehemalige deutsche Sprengstofffabrik der WASAG in Brożek

## Persönlichkeiten
- Christian Gueintz (1592–1650), Pädagoge und Grammatiker; geboren in Kohlo.